# General Leite de Castro Airport
General Leite de Castro Airport (engelska: Rio Verde Airport, portugisiska: Aeroporto General Leite de Castro, franska: Aéroport de Rio Verde) är en flygplats i Brasilien.   Den ligger i kommunen Rio Verde och delstaten Goiás, i den sydöstra delen av landet, 400 km sydväst om huvudstaden Brasília. General Leite de Castro Airport ligger 763 meter över havet.
Terrängen runt General Leite de Castro Airport är platt. Runt General Leite de Castro Airport är det glesbefolkat, med 16 invånare per kvadratkilometer..
Omgivningarna runt General Leite de Castro Airport är en mosaik av jordbruksmark och naturlig växtlighet.